# Cort Constitucional d'Itàlia
La Cort Constitucional d'Itàlia (en italià: Corte costituzionale della Repubblica italiana) és l'òrgan a càrrec del control de constitucionalitat de les lleis a Itàlia. Consta de quinze jutges, nomenats per terceres parts: pel President de la República, pel Parlament en sessió conjunta i ambdues cambres, i per les supremes magistratures ordinàries i administratives. És a dir, intervenen en la seva generació els òrgans dels tres poders de l'Estat.
El president de la cort constitucional és Paolo Grossi, des del 12 de febrer de 2016.

## Atribucions
A més a més de la competència sobre el control de constitucionalitat de la llei, té competències per a: 
- Resoldre els conflictes d'atribució entre els poders de l'Estat, i entre l'estat i les regions, i els de les regions entre si.
- Conèixer de les acusacions promogudes contra el President de la República i els Ministres, segons la Constitució d'Itàlia.